# عملة لومباردية

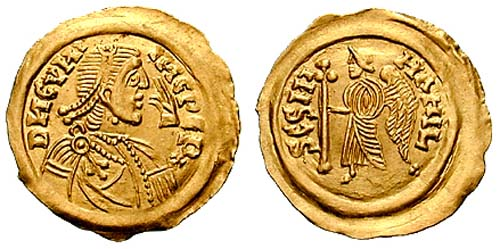
عملة تريميسيس لكونيبيرت (حكم من 688 إلى 700)، أصدرتها دار سك العملة في بافيا. الوجه: DN CVNI-INCPE RX، مُطرز ومُغطى بدرع على الصدر الأيمن؛ في الحقل إلى اليمين، manus Dei العكس: SCS MI-HAHIL :. ، القديس ميخائيل يقف على اليسار، يحمل صليبًا طويلًا.

تشير سك العملات المعدنية لدى اللومبارديين إلى الإنتاج المستقل للعملات المعدنية من قِبل اللومبارديين. وهو يشكل جزءًا من العملات المعدنية التي أنتجتها الشعوب الجرمانية التي احتلت الأراضي السابقة للإمبراطورية الرومانية خلال فترة الهجرة. انتجت جميع العملات اللومباردية المعروفة بعد استيطانهم في إيطاليا. يعود أصل العملة إلى منطقتين متميزتين، في لانغبارديا الكبرى بين العقود الأخيرة من القرن السادس و774، وفي لانغبارديا الصغرى، في دوقية بينيفينتو، بين حوالي 680 ونهاية القرن التاسع.
كانت العملات اللومباردية الأولى تحاكي العملات البيزنطية المعاصرة، والعملات التي تحمل أسماء الملوك اللومبارديين تطوراً لاحقاً. في الشمال، كانت العملات المعدنية تتكون بشكل حصري تقريبًا من عملات التريميس، في حين سكت عملات السوليدي أيضًا في بينيفينتو. على الرغم من أن العملات المعدنية الجنوبية في بينيفينتو وساليرنو تميزت عن العملات المعدنية الشمالية من خلال خصائص أسلوبية ونمطية مختلفة، إلا أنها استلهمت أيضًا من النماذج البيزنطية حتى أصدر كونيبيرت أنواعًا جديدة تحمل ألقابًا ملكية نحو نهاية القرن السابع.
بعد أن حل حكم الفرنجة محل حكم اللومبارديين في عام 774، انتجت العملات المعدنية على الطراز اللومباردي لبعض الوقت بعد ذلك. وفي لانغبارديا الصغرى، استمر سك العملة لمدة مائة عام تقريبًا.
في حين أن العملات المعدنية كانت في معظمها من الذهب، ظهرت العملات الفضية تحت تأثير الفرنجة في نهاية القرن الثامن، إلى جانب التريميس والسوليدي. أصبحت الفضة المعدن الأكثر انتشارًا فقط في أحدث العملات المعدنية في القرن التاسع.

## الفهارس والمصادر

### عملة لومباردية
بالنسبة للعملات المعدنية التي سكها اللومبارديون، فإن العمل المرجعي الأحدث هو المجلد الأول من كتاب العملات المعدنية الأوروبية في العصور الوسطى، بقلم فيليب جريرسون ومارك بلاكبيرن. لذلك، غالبًا ما نجد في الكتالوجات مرجعًا من نوع "MEC 1، 274"، حيث يشير MEC إلى الأحرف الأولى من هذا العمل، و1، المجلد الأول، و274، رقم فهرس العملة المعدنية في MEC. صنفت عملات دار سك العملة اللومباردية بين عامي 274 و331 في المجلد الأول من MEC. تظهر الرسوم التوضيحية عملات معدنية من مجموعة متحف فيتزويليام، كامبريدج.
هناك دراسة أحدث قليلاً، ولكنها أكثر تخصصاً، وهي دراسة إيرنستو بيرناريجي، التي نُشرت في ميلانو في عام 1983، تحت عنوان Montea Langobardorum. ويجمع الكتاب على وجه الخصوص الدراسات المختلفة التي أجراها نفس المؤلف والتي نشرت منذ عام 1960. أشير إلى هذا العمل بواسطة "Bernareggi"، متبوعًا برقم الفهرس. تشمل الفهارس الأخرى الشائعة الاستخدام "BMC Vand"، الذي يغطي عملات الوندال ومجموعات فترات الهجرة الأخرى الموجودة في المتحف البريطاني، في عام 1911.
توجد مجموعة مهمة من العملات اللومباردية في المجموعات المدنية في ميلانو، في قلعة سفورزا، نشر إرمانو أرسلان كتالوجًا لهذه المجموعة في عام 1978. يشار إلى هذا العمل عادة باسم "أرسلان"، متبوعًا برقم الفهرس.
أقل استخدامًا على المستوى الدولي، ولكن بنفس القدر من الأهمية، هو CNI (Corpus Nummorum Italicorum)، الذي يوضح مجموعة فيكتور إيمانويل الثالث ملك إيطاليا. تغطي العملات اللومباردية المجلدات IV (بافيا ودور سك النقود الصغيرة الأخرى في لومباردي)، V (ميلانو)، وXI (توسكانا).

### العملات البيزنطية
كانت العملات الأولى التي أصدرها اللومبارديون تقليدًا للعملات التي صيغت في الإمبراطورية الرومانية الشرقية؛ وكانت النماذج المستخدمة هي تلك التي صنعها موريس (582-602)، هيراكليوس (610-641)، وقسطنطين الثاني (641-668).
هناك العديد من الكتالوجات الحديثة التي تغطي هذه القضايا؛ وأهمها كتالوج مجموعة دمبارتون أوكس، والمختصر DOC، و Moneta Imperii Byzantini من تأليف ولفجانج هان، والمختصر MIB. ادرجت عملات موريس في المجلد الأول من DOC، والمجلد الثاني من MIB؛ وتوجد إصدارات هرقل وقسطنطين الثاني في المجلد الثاني من DOC والثالث من MIB.

## الاكتشافات والكنوز
عثر على خمسة كنوز فقط تحتوي على عملات غير إمبراطورية زائفة من اللومبارديين. ومن بين هذه الوثائق، نشر اثنين فقط بالتفصيل.
- وصف كنز عثر عليه في أوسي، سردينيا من قبل فينسينزو ديسي في عام 1908.[1]
- وصف كنز عثر عليه في إيلانز، غراوبوندن بواسطة فريتز جيكلين في عام 1906، ودرس بشكل أكبر بواسطة بيرناريجي في عام 1977.

نحن لا نعرف إلا القليل عن الكنوز الأخرى:
- كان هناك كنز من Landriano يشمل تريمسيس من Ratchis وAistulf.
- احتوى ميزوميريكو على ما بين خمسين إلى مائة قطعة من ديسيديريوس.
- ضم كنز بييلا مجموعة متنوعة من العملات الفضية و28 قطعة نقدية من ليوتبراند. في حين أن تكوين الكنز معروف، إلا أن المصدر الدقيق وطريقة اكتشافه غير معروفة.

كما عثر على كنز في لوكا عام 1840، والذي تضمن، بالإضافة إلى العديد من العملات المحلية، عددًا قليلًا من عملات أيستولف وديسيديريوس، ولكن فرقت العملات على الفور، وهناك القليل من المعلومات الموثوقة فيما يتعلق بموقع أو ظروف الاكتشاف أو التركيب الدقيق.

## فهرس